# К гетере Ипсифилле
«К гете́ре Ипсифи́лле» — условное название стихотворения римского поэта Гая Валерия Катулла, включённого в состав посмертного сборника («Книги Катулла Веронского») под номером 32. Здесь автор обращается к гетере с просьбой о свидании: он намерен прийти к Ипсифилле домой, чтобы «сомкнуть» с ней «девять объятий».
Гетера Ипсифилла в других источниках не упоминается. Её имя — латинизированный вариант греческого Гипсипила.